# Wirtschaftsingenieurwesen
Wirtschaftsingenieurwesen ist ein interdisziplinäres Studium, das aus ingenieur- und wirtschaftswissenschaftlichen Teilen besteht. Es verbindet technisch-naturwissenschaftliche sowie Wirtschafts- und oftmals auch Rechtsinhalte miteinander. Nach Abschluss des Studiums darf der Absolvent die Bezeichnung Wirtschaftsingenieur führen.

## Entstehung
Verschiedene Universitäten boten diese Studienrichtung bereits im späten 19. Jahrhundert an. In den USA wurde dieses Studium vermutlich erstmals 1908 eingeführt. 1927 führte die damalige Technische Hochschule Berlin den Studiengang als erste deutsche Hochschule ein. Der von Willi Prion entwickelte Studiengang wurde damals noch als „Wirtschaft und Technik“ bezeichnet und sollte Nachkommen von Unternehmern eine adäquate Ausbildung bieten.
Bis in die 1970er Jahre boten dieses Studium relativ wenige Universitäten an. Als erste bundesdeutsche Fachhochschule hatte München eine eigene Fakultät Wirtschaftsingenieurwesen im Angebot: seit 1947 unter dem Dach des Oskar-von-Miller-Polytechnikum und ab 1971 in der neu gegründeten Hochschule München.
In den Hochschulen und Ingenieurschulen der DDR war ein ähnlicher Studiengang als Ingenieurökonomie etabliert.

## Wissenschaftliche Zuordnung
Das Wirtschaftsingenieurwesen befasst sich mit Betriebsabläufen, das heißt mit Theorien, Methoden, Werkzeugen und intersubjektiv nachprüfbaren Erkenntnissen und Zusammenhängen, zwischen verschiedenen wirtschafts-, ingenieur- und rechtswissenschaftlichen Disziplinen. Daher fungiert der Studiengang als Schnittstelle zwischen der Betriebswirtschaft und dem Ingenieurwesen. Die Zielstellung des Wirtschaftsingenieurwesens ist die Optimierung der Betriebsabläufe hinsichtlich technischer Prozesse auf der einen und größtmöglicher Produktivität und Wirtschaftlichkeit auf der anderen Seite.
Inhalt des Wirtschaftsingenieurwesens sind interdisziplinäre und damit oft komplexe Systeme. Dies beinhaltet die Entwicklung, Implementierung, Realisierung, Optimierung sowie den realen Betrieb solcher Systeme unter Einhaltung rechtlicher Anforderungen und Vorschriften, wobei die wirtschaftlichen oder technischen Systeme nicht isoliert, sondern als ganzheitliche Systeme betrachtet werden.
Vielmehr modelliert und gestaltet das Wirtschaftsingenieurwesen unter ökonomischen wie rechtlichen Gesichtspunkten und unter Verwendung der Methoden der Systemtheorie, der Statistik, des Operations Research und weiteren reale wirtschaftlich-technische Systeme und leitet aus entsprechenden Modellen Anforderungen für Produktions-, Fertigungs-, Vermarktungs- und Informationssysteme zur Implementierung in existierende oder neue reale Systeme ab.

## Studium
| Rang | Fach                                   | Studierende |
| ---- | -------------------------------------- | ----------- |
| 1    | Betriebswirtschaftslehre               | 243.000     |
| 2    | Informatik                             | 133.765     |
| 3    | Rechtswissenschaft                     | 119.285     |
| …    | …                                      | …           |
| 9    | W.-Ing. (ingenieurwiss. Schwerpunkt)   | 70.120      |
| …    | …                                      | …           |
| 24   | W.-Ing. (wirtschaftswiss. Schwerpunkt) | 33.830      |

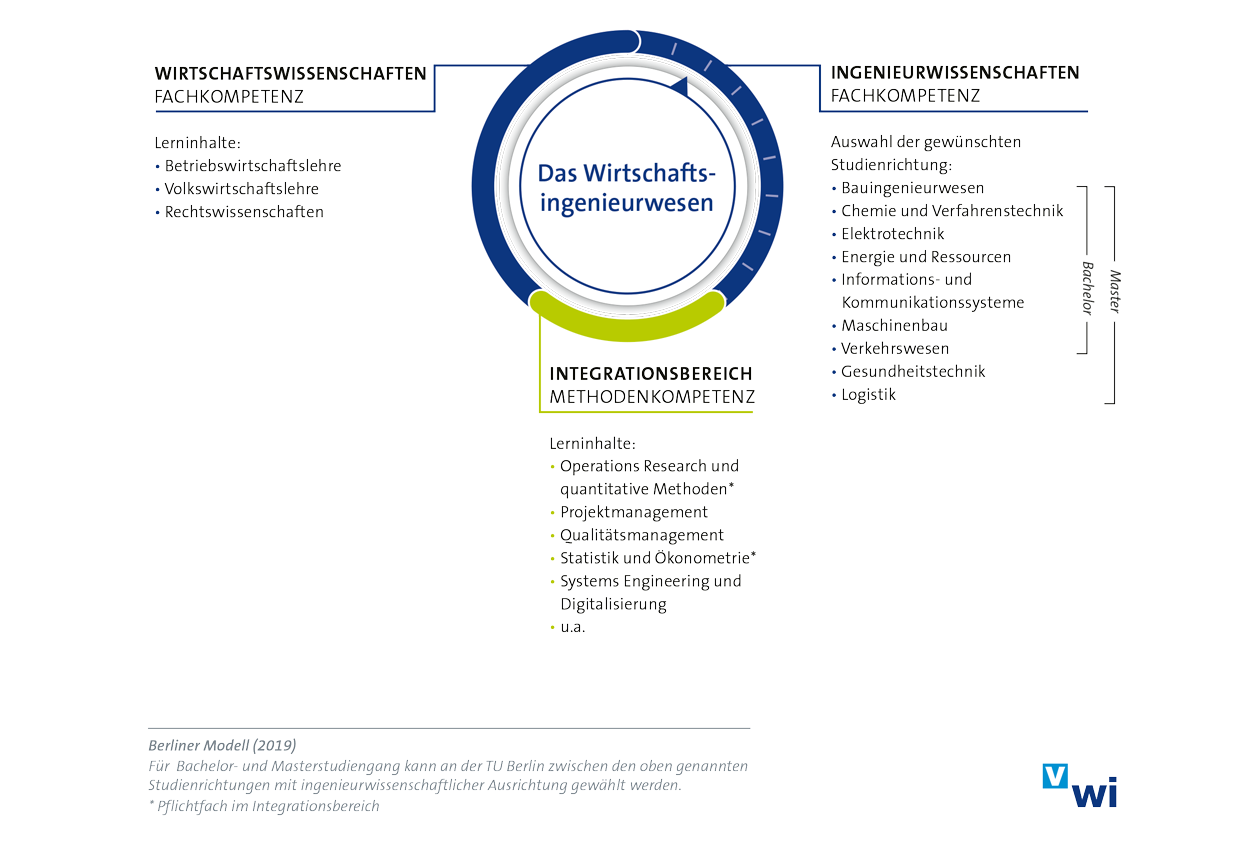
Exemplarischer Aufbau des Studiums an der [https://www.tu.berlin/studieren/studienangebot/gesamtes-studienangebot/studiengang/wirtschaftsingenieurwesen-b-sc Technische Universität Berlin (Bachelor Wirtschaftsingenieurwesen)

Das Studium des Wirtschaftsingenieurwesens kann an einer Hochschule (Universität, Fachhochschule oder Dualen Hochschule), das mit einem akademischen Grad abschließt, oder einer Berufsakademie erfolgen. Das Wirtschaftsingenieurwesen beinhaltet als interdisziplinäres Studium sowohl ingenieurwissenschaftliche als auch wirtschaftswissenschaftliche Komponenten, wird aber an den meisten Universitäten eher den ingenieurwissenschaftlichen Fakultäten zugeordnet. Der Schwerpunkt des Studiengangs und die Zusammenstellung der Module können sich je nach gewähltem Schwerpunkt und abhängig von der Forschungsausrichtung der jeweiligen Hochschule deutlich unterscheiden. Während bei Wirtschaftsingenieur-Studiengängen an technisch ausgerichteten Universitäten der ingenieurwissenschaftliche Teil meist deutlich überwiegt, bieten andere Hochschulen und Fachhochschulen auch Wirtschaftsingenieur-Studiengänge mit wirtschaftswissenschaftlichem Schwerpunkt an. Im späteren Stadium beeinflussen die Studierenden selbst durch die Wahl von Wahlpflichtmodulen und Vertiefungsrichtungen den Schwerpunkt des weiteren Verlaufs selbst. Als Beispiel kann hier das „Berliner Modell“ herangezogen werden.
In den ersten vier Semestern des Studiums, bei Diplomstudiengängen also im Grundstudium, sollen technische und wirtschaftliche Grundlagen vermittelt werden. Da sich die Studieninhalte in dieser Phase aufgrund der Interdisziplinarität stark mit den Inhalten anderer wirtschafts- und ingenieurwissenschaftlicher Studiengänge überschneiden, besuchen Studierende des Wirtschaftsingenieurwesens normalerweise einige der Vorlesungen für Studierende der Informatik, der Betriebswirtschaftslehre, des Maschinenbaus, des Bauingenieurwesens oder der Elektrotechnik. Vermehrt werden wie in allen technischen Studiengängen auch im deutschsprachigen Raum Vorlesungen in englischer Sprache gehalten; zudem werden auch Vorlesungen und Kurse zu technischem Englisch angeboten. Außerdem sind im Regelfall Praktika, häufig in Form eines Grund- und eines Fachpraktikums, Bestandteil des Studiums.
Das Wirtschaftsingenieurwesen hat sich als eigenständiger, wissenschaftlicher Studiengang sowie auch als Aufbaustudium an privaten und öffentlichen Hochschulen fest etabliert.
Abhängig von der Universität verläuft das Studium entweder allgemein als „Wirtschaftsingenieurwesen“ oder wird bereits von Beginn an in verschiedene Spezialisierungen unterteilt. Hierbei sind sowohl technische, z. B. „Wirtschaftsingenieurwesen Maschinenbau“, aber auch wirtschaftliche Spezialisierungen, z. B. „operatives Management“, möglich.
Seit der Bologna-Reform wird das Studium des Wirtschaftsingenieurwesens meistens als Bachelor- und Masterstudiengang angeboten; die Lehrveranstaltungen sind durch Module strukturiert. Der Master ist ein Aufbaustudium und setzt einen ersten Hochschulabschluss voraus, welcher durch vermittelte Lehrinhalte zur Aufnahme des Masterstudiums qualifiziert. An wenigen Hochschulen bestimmter Bundesländer wird noch ein Diplomstudiengang angeboten.
Das Wirtschaftsingenieurwesen zählt verschiedenen Statistiken zufolge zu den Studiengängen mit den meisten immatrikulierten Studierenden in Deutschland, wobei die Zuordnung der verschiedenen Wirtschaftsingenieurwesen-Studiengänge je nach Statistik unterschiedlich erfolgt. Das statistische Bundesamt differenziert zwischen Wirtschaftsingenieurwesen mit technischem und wirtschaftlichem Schwerpunkt.

### Studienmöglichkeiten
In Deutschland wird das Studium des Wirtschaftsingenieurwesens an 100 Fachhochschulen, 34 Universitäten und technischen Universitäten sowie 55 Studiengänge an Berufsakademien angeboten. Ähnliche Studienmöglichkeiten finden sich in Österreich. In der Schweiz wird dieser Studiengang nur an Fachhochschulen angeboten. Auch im europäischen und nichteuropäischen Ausland existieren teilweise entsprechende Studienmöglichkeiten.

## Abschluss des Studiums und akademischer Grad
Zum Abschluss des Studiums ist eine Abschlussarbeit (je nach Studiengang eine Diplomarbeit, Bachelorarbeit oder Masterarbeit) zu verfassen und je nach Studienordnung in einem Kolloquium zu verteidigen. In manchen Studiengängen, insbesondere den Diplomstudiengängen, ist zudem vorher eine Abschlussprüfung zu bestehen.
Das erfolgreich absolvierte Studium endet mit dem akademischen Diplom-, Bachelor- oder Mastergrad:
- Der Diplomstudiengang schließt im Regelfall mit dem akademischen Grad „Diplom-Wirtschaftsingenieur“ (Abk. „Dipl.-Wirtsch.-Ing.“, „Dipl.-Wirt.-Ing.“ oder „Dipl.-Wi.-Ing.“; ggf. mit dem Zusatz „(FH)“ für Fachhochschulen) ab. Soweit der technisch-naturwissenschaftliche Teil nicht in einem Ingenieurfach absolviert wurde, lautet die Endung der Berufsbezeichnung statt auf „-Ingenieur“ bei einzelnen Hochschulen u. U. auch auf die entsprechende andere Berufsbezeichnung wie z. B. „Diplom-Wirtschaftsinformatiker“. Vereinzelt lautet der akademische Grad auch „Dipl.-Ing. oec.“ bzw. „Diplom-Ingenieurökonom“ (in der DDR).
- Die Bachelorstudiengänge enden mit dem akademischen Grad „Bachelor of Engineering“ (B.Eng.) oder „Bachelor of Science“ (B.Sc.). Häufig wird dem akademischen Grad ein näher beschreibender Zusatz beigefügt, z. B. B.Eng. in „Wirtschaftsingenieurwesen“, „Business Administration and Engineering“ oder „Economics and Engineering“.
- Die konsekutiven Masterstudiengänge enden mit dem akademischen Grad „Master of Engineering“ (M.Eng.) oder „Master of Science“ (M.Sc.). Ausbildungen an Fachhochschulen enden häufig mit dem M.Eng., aber auch mit dem M.Sc., Abschlüssen an Universitäten enden nicht mit dem M.Eng.[7] Nicht-konsekutive Masterstudiengänge enden häufig mit dem akademischen Grad „Master of Business and Engineering“ (MBE) oder „Master of Business Administration & Engineering“ (MBA&E).
- Eine Promotion im Bereich Wirtschaftsingenieurwesen führt nach erfolgreichem Abschluss zu einem von der jeweiligen Hochschule festgelegten Doktorgrad.

## Studienarten

### Simultanstudium
Beim Simultanstudium, dem Regelfall, sind während der gesamten Studiendauer sowohl ökonomisch-rechtswissenschaftliche als auch technisch-naturwissenschaftliche Fächer im Stundenplan verankert. Zusätzlich existieren Veranstaltungen, die speziell auf die Interdisziplinarität von Wirtschaft und Technik eingehen.
Das Wirtschaftsingenieurwesen umfasst vorwiegend die Kernfächer des betriebswirtschaftlichen und des jeweiligen Ingenieurstudiums, hingegen wird auf einige Randdisziplinen, welche reine Betriebswirte oder Ingenieure belegen müssen, teilweise verzichtet.

### Aufbaustudium
Absolventen von technischen Studiengängen bietet ein Aufbaustudium die Möglichkeit, die ökonomisch-rechtswissenschaftlichen Anteile „nachzuholen“. Die Fernhochschule Hamburg bietet seit 2006 auch einen Aufbaustudiengang für Wirtschaftswissenschaftler an. Die Hochschule Mittweida bietet seit 2000 einen akkreditierten Fernstudiengang mit dem Abschluss des Diplomwirtschaftsingenieurs an.

## Beruf des Wirtschaftsingenieurs
Wirtschaftsingenieure werden meist innerhalb von technisch-wirtschaftlichen Querschnittsfunktionen, wie z. B. für logistische oder planerische Aufgaben (z. B. im Fertigungsbereich), technisches Marketing, Vertrieb bzw. Einkauf für technische Produkte, Projektmanagement oder Qualitätssicherung tätig.
Sie werden hauptsächlich im Maschinenbau, der Elektrotechnik, im Fahrzeugbau, im Bauwesen und in Beratungsgesellschaften eingesetzt. Aufgrund der breiten Wissensbasis werden Wirtschaftsingenieure immer öfter bei Versicherungen, Kreditinstituten, im Einzelhandel und in der Informatik eingesetzt.
Wirtschaftsingenieure sind beispielsweise in den Bereichen Vertrieb (siehe auch: Vertriebsingenieur), Produktentwicklung, Instandhaltung, Produktion, Logistik, Einkauf, Finanzen/Verwaltung, Unternehmensführung/Unternehmensleitung, Qualitätsmanagement, Umweltmanagement, Controlling und Consulting tätig.

## Verbände und Organisationen
- VWI – Verband Deutscher Wirtschaftsingenieure
- Vereinigung Wirtschaftsingenieure Schweiz
- ESTIEM – European Students of Industrial Engineering & Management
- Bundesverband Deutscher Volks- und Betriebswirte
- WING – Österreichischer Verband der Wirtschaftsingenieure
- IISE – Institute of Industrial and Systems Engineers

## Übersetzungen
Im Englischen gibt es keine allgemeingültige Übersetzung des Begriffs.
Um den Inhalt des Studiums passend wiederzugeben, wird eine der folgenden englischen Übersetzungen verwendet:
- Business Administration and Engineering
- Engineering and Business Administration
- Engineering, Economics and Management (EEM)
- Engineering Management
- Industrial Engineering
- Management Engineering

Diese beinhalten sowohl die Ingenieurwissenschaft als auch den englischen Begriff für BWL. Allerdings sind einige der derzeit verbreiteten Übersetzungen international irreführend. „Industrial Engineering“ wird beispielsweise im angloamerikanischen Sprachraum öfter mit Arbeitswissenschaften gleichgesetzt. Der Verband Deutscher Wirtschaftsingenieure (VWI) merkt hierzu beispielsweise an: „Insbesondere die bislang weit verbreitete Benutzung des “Industrial Engineer” als Umschreibung des deutschen Wirtschaftsingenieurs ist eher vergleichbar mit Produktions- und Fertigungsingenieuren und verdeutlicht nicht das komplexe und integrative deutsche Konzept des Studiums.“ Der VWI empfiehlt deshalb den Beisatz „in Business Administration and Engineering“ zum akademischen Grad.
Je nach Fachrichtung und Hochschule finden weiterhin auch die folgenden Bezeichnungen Verwendung:
- Industrial Engineering & Management (IEM): entspricht dem Inhalt nach einer Art wirtschaftlich gebildeten Betriebsingenieur, wird aber in Deutschland häufig als Synonym für alle Studienrichtungen des W. verwendet, was im Ausland i. d. R. zu Missverständnissen führt.
- Business and Engineering
- Business Engineering
- Business Engineering and Management
- Management Engineering
- Civil Engineering & Management: entspricht der Studienrichtung Bauwesen
- Product Engineering
- Technology Management

Zu beachten ist dabei jedoch, dass Business Engineering eigentlich nur die Planung, Durchführung und Kontrolle von Geschäftsideen und Innovationen umfasst und Product Engineering sich nur auf Konstruktion und Planung neuer Produkte beschränkt.